# NS2000泵動式霰彈槍
NS2000（英語：NeoStead 2000）是一款由南非武器製造商特維洛軍械生產有限公司在2000年設計和開始生產的現代化犢牛式泵動式散彈槍（戰鬥散彈槍），也是真正的泵动式戰鬥霰彈槍，發射12鉛徑霰彈。

## 歷史
NS2000是在1990年，亨氏·斯泰德向瑞士警方建議以下開始設計。首次想到“Neostead”此名時是在2001年。此槍在2001年初期製成其第一個模型並且在該年10月開始生產。Truvelo在2002年嘗試生產才在2003年開始進行大規模生產。大約每個月將生產1,000枝NS2000。
NS2000已經在某些特種部隊之中試用了數年（例如英国的SAS），並有希望將會向某些大型武器生產商授權作大量生產。

## 設計細節
NS2000是一枝12鉛徑霰彈泵动式散彈槍，重量為3公斤多，主要是用於安全、內亂等的情況。
NS2000采用了犢牛式（Bullpup）設計，這樣27英吋（685.8毫米）長度的槍身都仍然有一枝22.5英吋（571.5毫米）長度的槍管。雖然更短的總長度使武器的使用效率更容易得近四分之三的情況，但是，與大多數相同類型的槍械相比，仍然可以擁有相當長的有效射程和彈道特性。而這麼長的槍管和犢牛式槍械的配置一樣，供彈位置就在後方，而且利用管式彈倉供彈。
另一方面，NS2000的最大特色是它的兩倍6發管式彈倉。可透過彈倉供彈選擇桿開關設定位置為左、右或交替等方式供彈。例如在騷亂等的條件以下，可以靈活地先使用某一邊的非致命性彈藥，而標準常用的致命性霰彈（例如鹿彈）則用作後備或必要時使用。這種類似的霰彈槍的設計概念還有美国Kel-Tec KSG、標準製造DP12和土耳其UTAS UTS-15。
由於其兩枝管式彈倉就設在槍管上方，而其泵动式操作由傳統只有護木前後移動式設計改為槍管前後滑動式設計。NS2000的操作系統就是使用一款本身和一般泵动式散彈槍相反的拉動護木式設計，稱為“顛倒式”。其操作模式就是利用扳機前方的保險裝置向前拉動護木和槍管，利用升起的托彈板取出1發霰彈藥筒後下放至托彈板亦且同時將原來在膛室的空彈殼向下拋出，再在向前推動護木後把槍管往後方移動，機匣底部的閉鎖凸筍被卡入槍管中的凹槽以使得槍管與機匣閉鎖在一起，而托彈板上的霰彈藥筒會自動推入槍膛。
由於採用了可前後滑動式槍管設計，因此沒有了一般霰彈槍的機匣部件，間接使得總重量比一般泵动式霰彈槍要減輕很多。另外亦由於向前拉動護木和槍管時會將原來在膛室的空彈殼向下拋出，並解決了左手射擊時彈殼拋向使用者面部及氣體灼傷的問題而且不需要複雜的前置式拋殼口配置。這種類似的霰彈槍的設計概念還有俄罗斯KBP RMB-93。
裝填霰彈時亦與一般泵动式霰彈槍相反，要打開槍管上方的兩枝管式彈倉後傾斜地向下利用頂部裝填口將霰彈藥筒裝入管式彈倉。而管式彈倉上亦留有多個小型縱向開口，讓使用者隨時能夠知道剩餘的彈數和緊急時利用開口以便霰彈藥筒卡在管式彈倉內部時利用工具以便將卡往的霰彈藥筒撬出。
另外，還有一種NS2000在民用型上的衍生型，裝有一枝18英吋（457.2毫米）長度的槍管，而總長度是22英吋（558.8毫米）。在縮短它的長度之餘亦縮減了它的管式彈倉容量至5×2發霰彈，這使得NS2000的民用型更容易向許多國家出口或授權大規模生產。
在2003年以後，NS2000已可購買其民用型，而大多數都是在欧洲的意大利進口銷售。在加拿大，NS2000亦被歸類為非限制類槍械。然而，美国菸酒槍炮及爆裂物管理局（英語：Bureau of Alcohol, Tobacco, Firearms and Explosives，簡稱：ATF）還沒有可以進口NS2000的許可，或宣布該散彈槍為一枝「毀滅性武器」。
自2003年開始迄今為止（以2009年2月計算），NS2000霰彈槍的生產商是南非特維洛軍械生產有限公司。

## 流行文化

### 电子游戏
- 2001年—：命名為「NeoStead戰鬥霰彈槍」。
- 2008年—：命名為「NS2000」。
- 2008年—：由城市警察（CPF）以及PK组织的队员所使用，亦可被主角绯丝·康纳斯从敌人手中缴获。
- 2010年—：命名為「Neostead 2000戰鬥霰彈槍」。
- 2014年—：命名為“NS2000”，以12發彈倉供彈，攜彈量為36發。
- 2015年—《小兵步槍》：泵動式射擊，10發彈倉。
- 2016年—《少女前線》：為三星戰術人形，命名為“NS2000”。
- 2022年-《絕地求生》：命名為「NS2000」，泵動式射擊，12發彈倉。會在利維科和努山地圖刷新。

## 專利圖紙
以下是NS2000的專利圖紙：

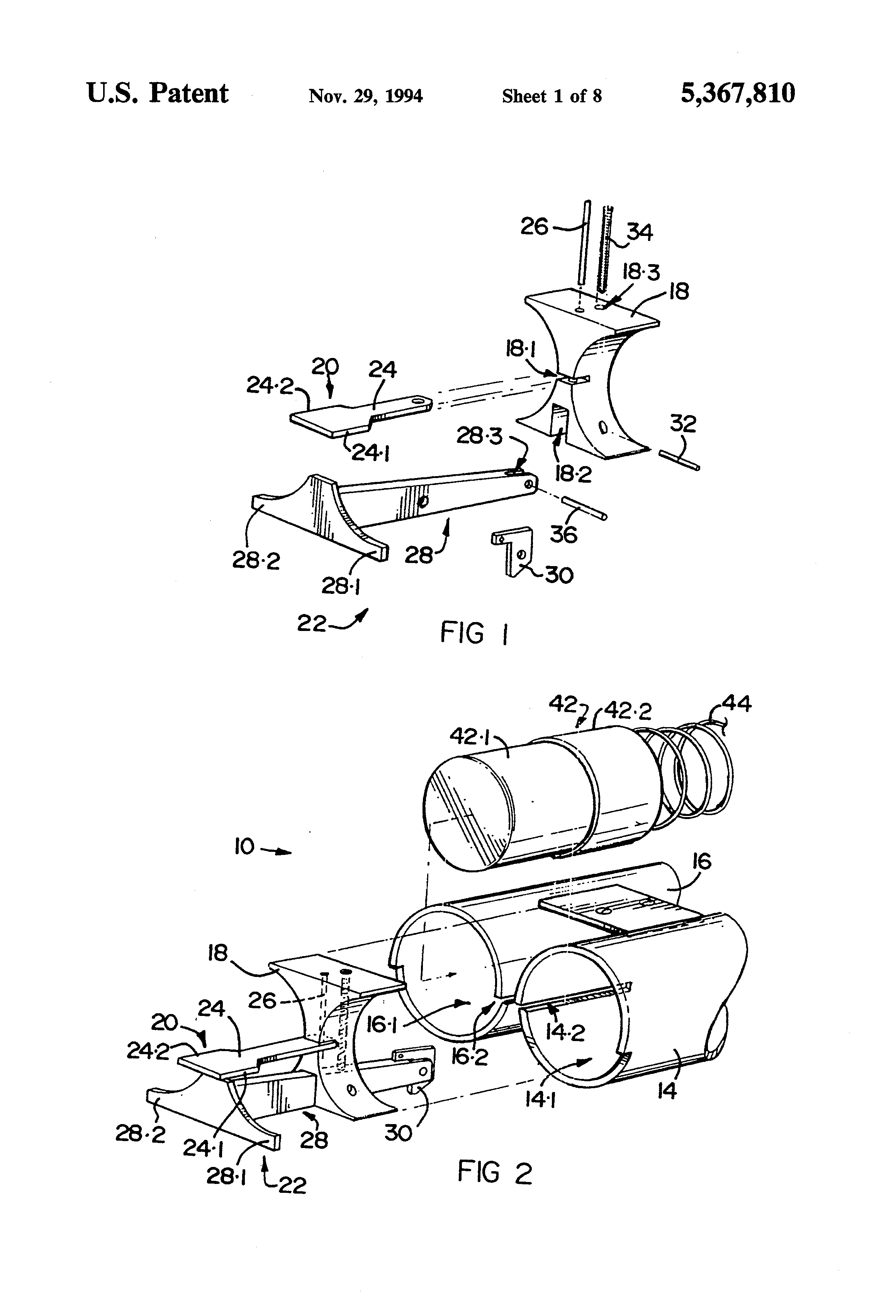
管狀彈倉的詳細原理
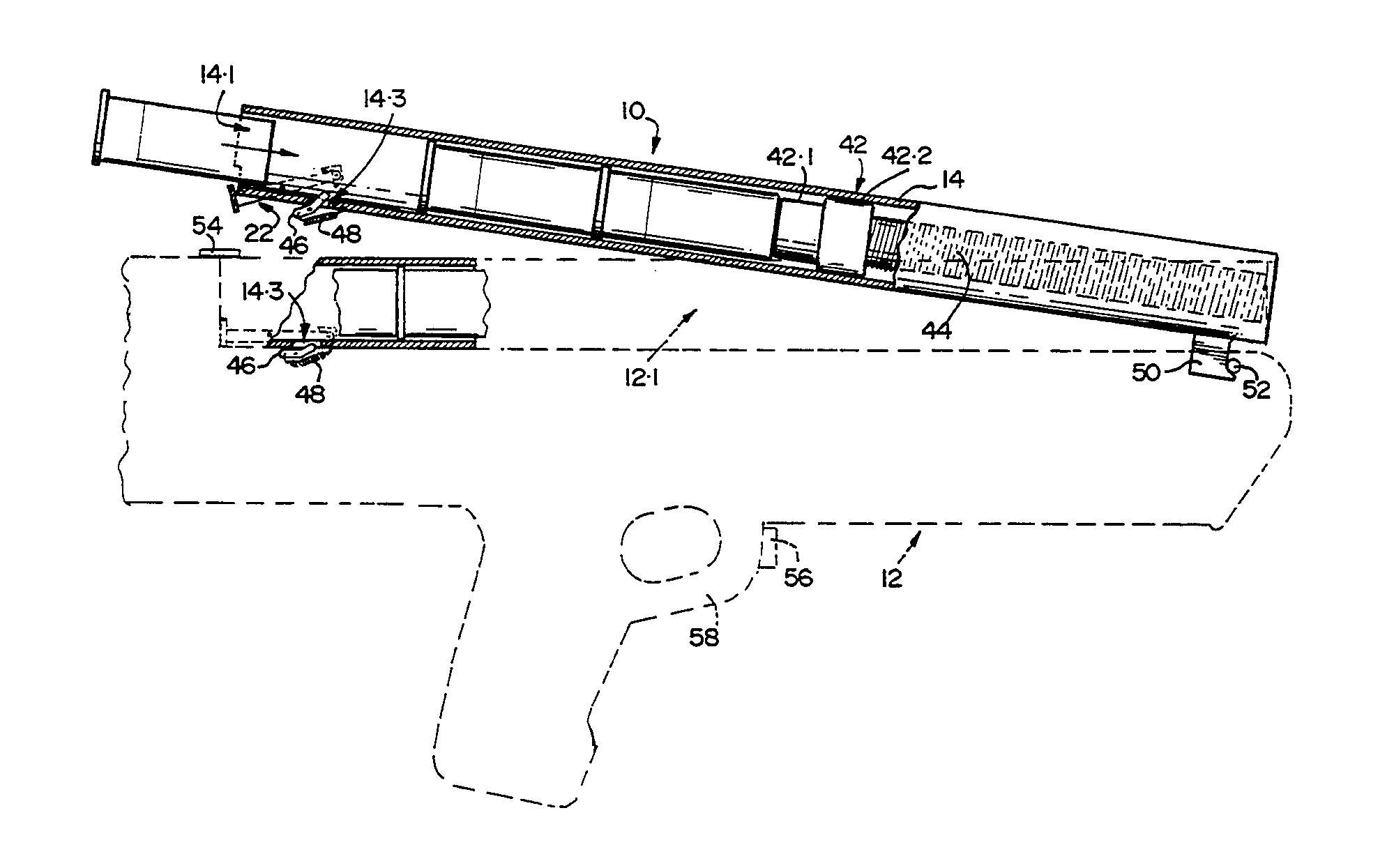
打開管狀彈倉並且裝填
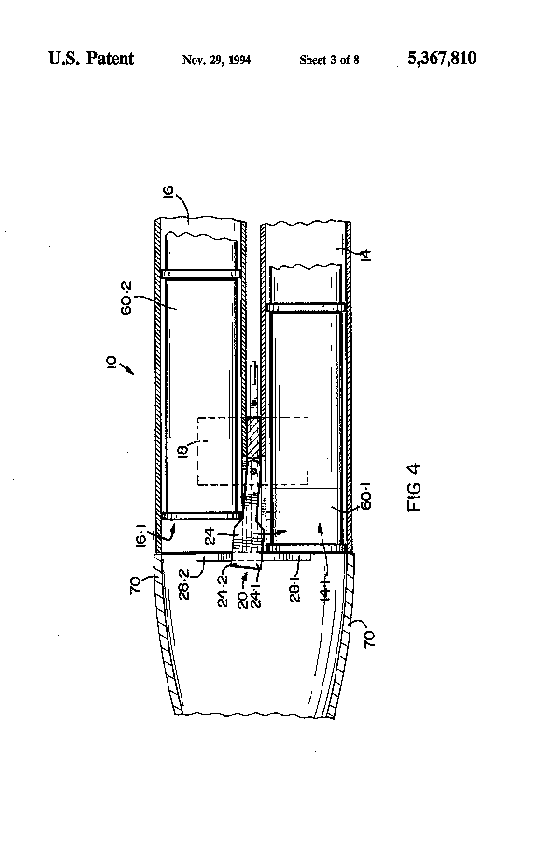
當把下一發裝填到槍膛時，只能從其中一邊的管狀彈倉供彈，而另一邊會被自動封鎖
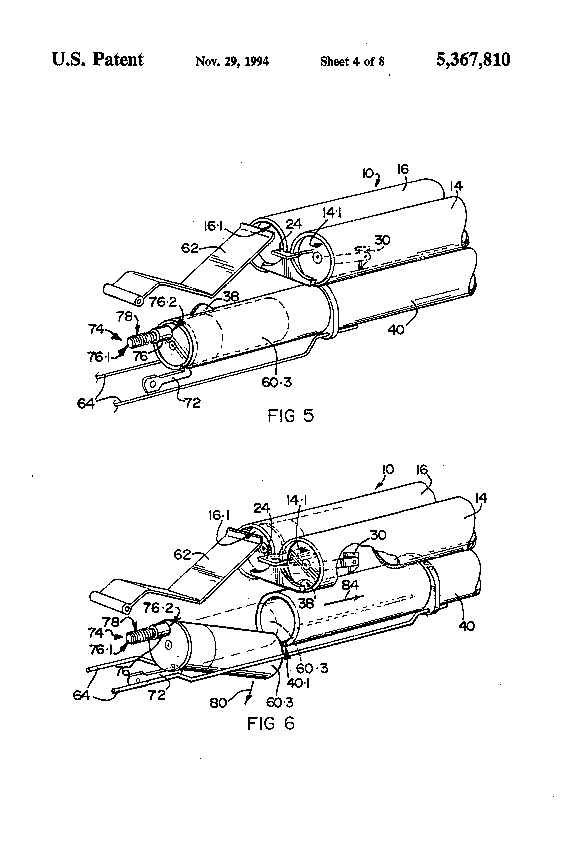
彈出的空霰彈殼
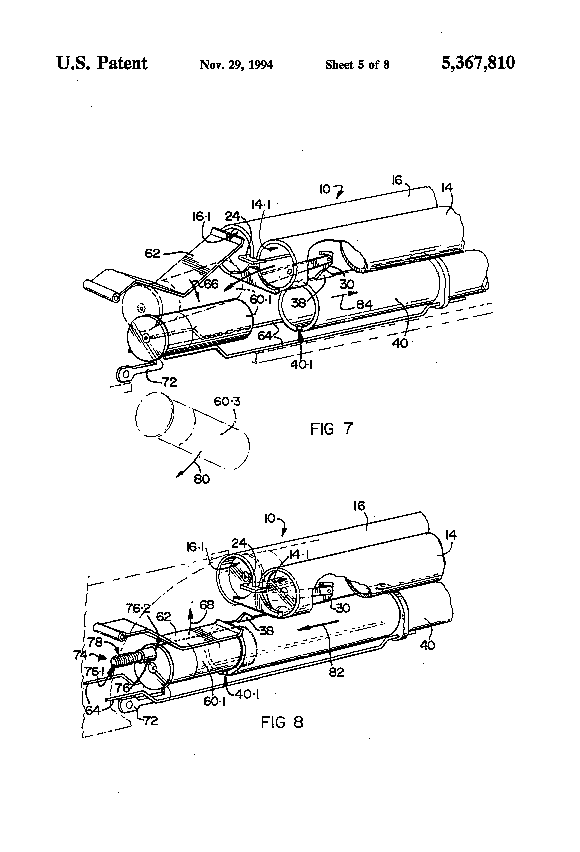
裝上下一發新的霰彈

## 外部連結
- （英文）—Truvelo官方網站
- （英文）—Modern Firearms—Neostead shotgun（页面存档备份，存于）
- （英文）—The Firearm Blog—NEOSTEAD Bullpup shotgun（页面存档备份，存于）
- （英文）—Neostead Pump Action Shotgun
- （英文）—Esp@Cenet（页面存档备份，存于）
- （英文）—Security Arms—Neostead 12ga pump shotgun（页面存档备份，存于）
- （英文）—Military, Security and Civilian Guns and Equipment—NeoStead 2000 (NS2000)（页面存档备份，存于）
- （俄文）—Энциклопедия Вооружений－Truvelo Neostead（页面存档备份，存于）
- （英文）—YouTube上的Video of operation—Neostead Shotgun 13 rounds - NEOSTEAD
- （简体中文）—槍炮世界—Neostead霰弹枪（页面存档备份，存于）